# 瓜纳华托圣母圣殿

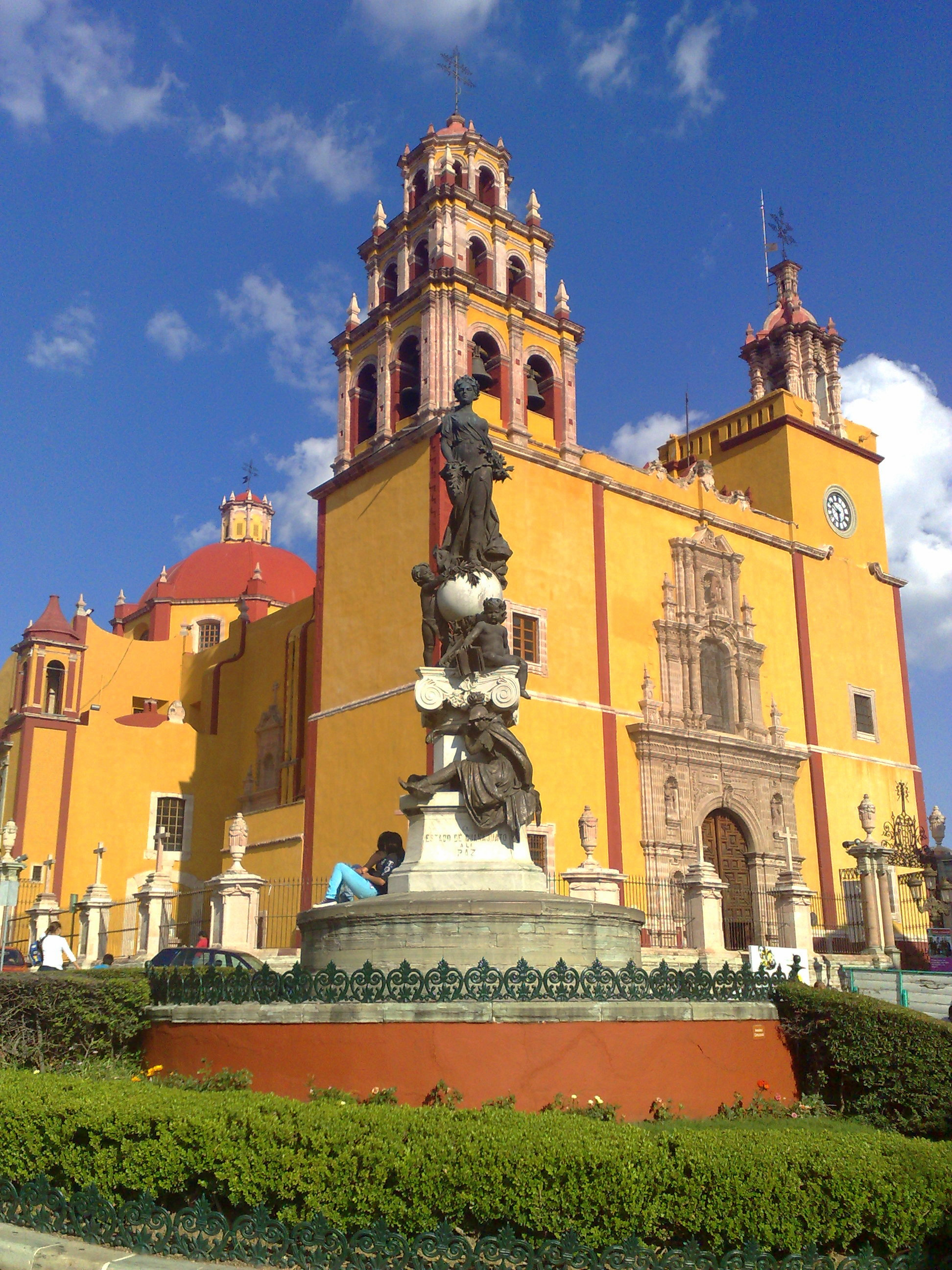
瓜纳华托圣母圣殿

瓜纳华托圣母圣殿（Basílica Colegiata de Nuestra Señora de Guanajuato）是一座罗马天主教宗座圣殿，位于墨西哥瓜纳华托市中心的和平广场（Plaza de la Paz），建于1671-1696年。该堂于1957年被教宗升格为宗座圣殿，并作为瓜纳托历史名城的一部分被列为世界遗产。

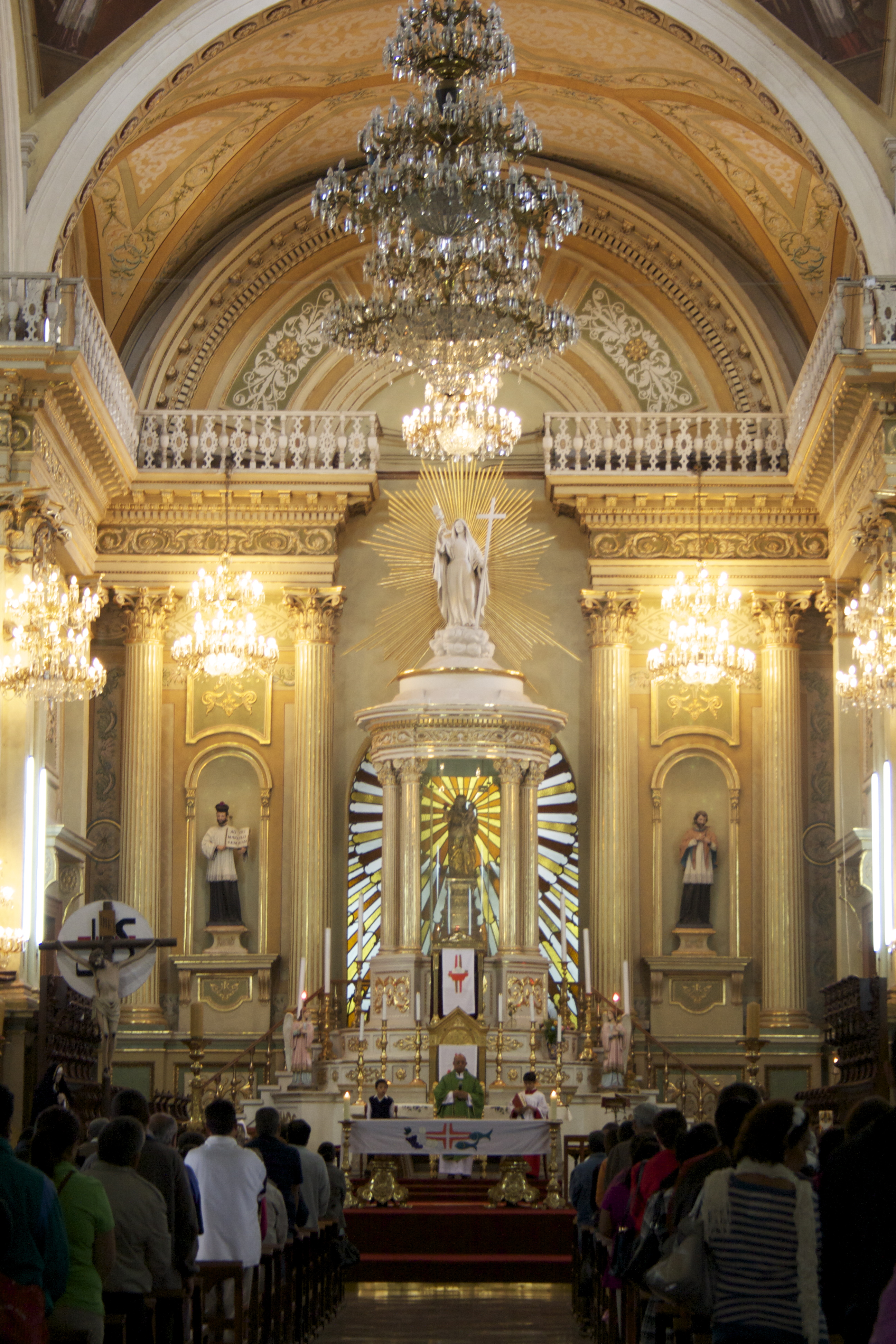
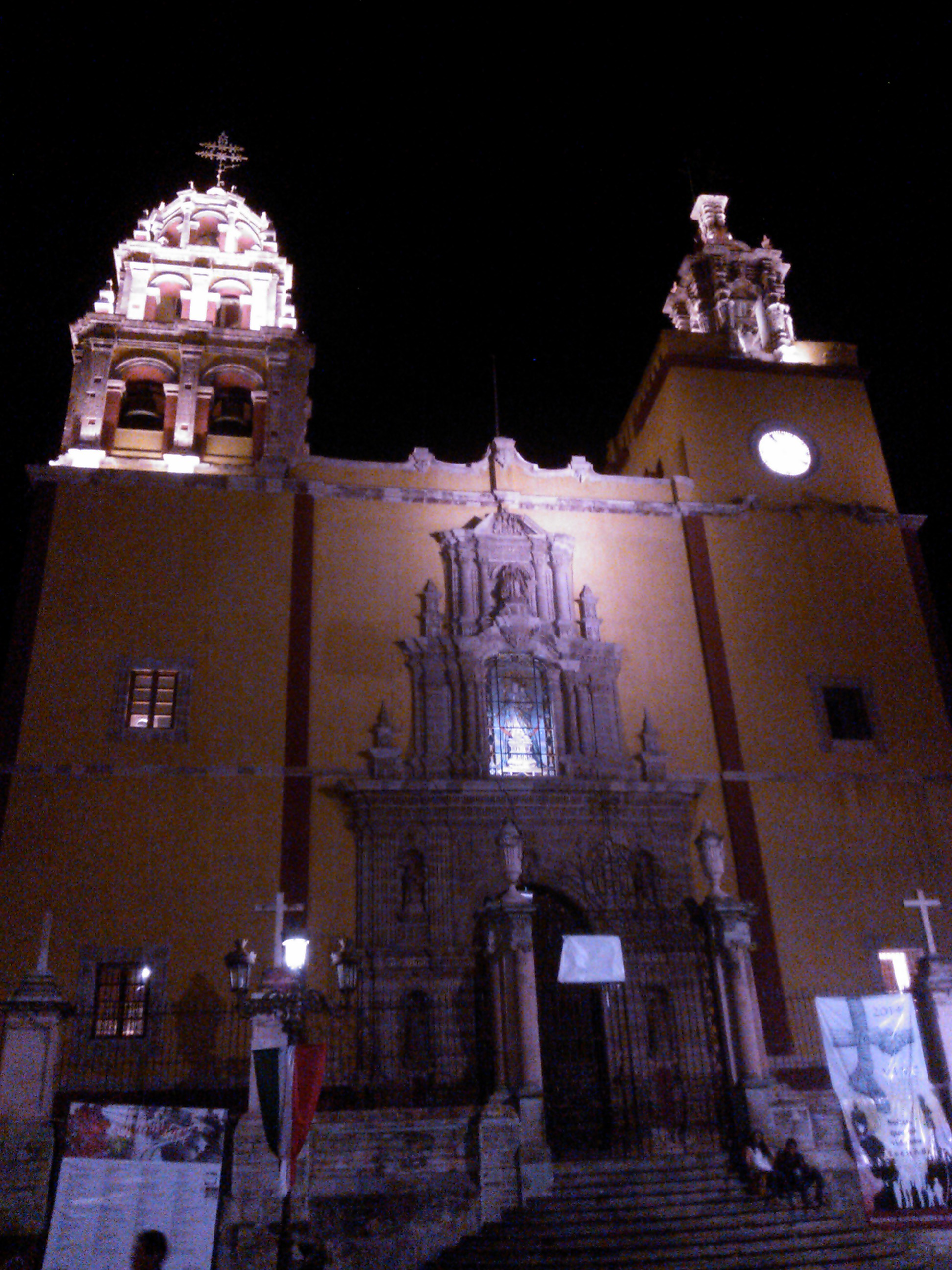
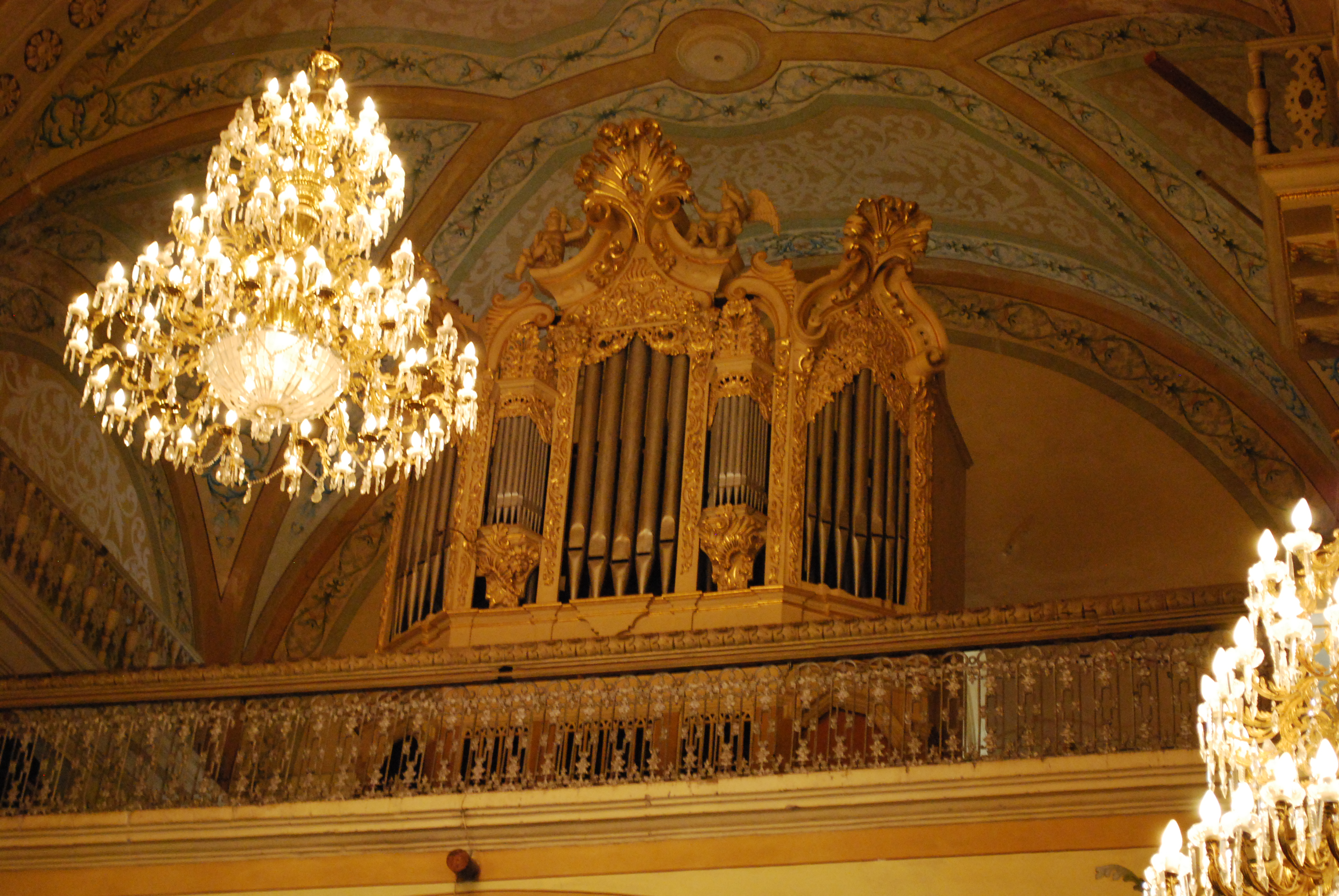
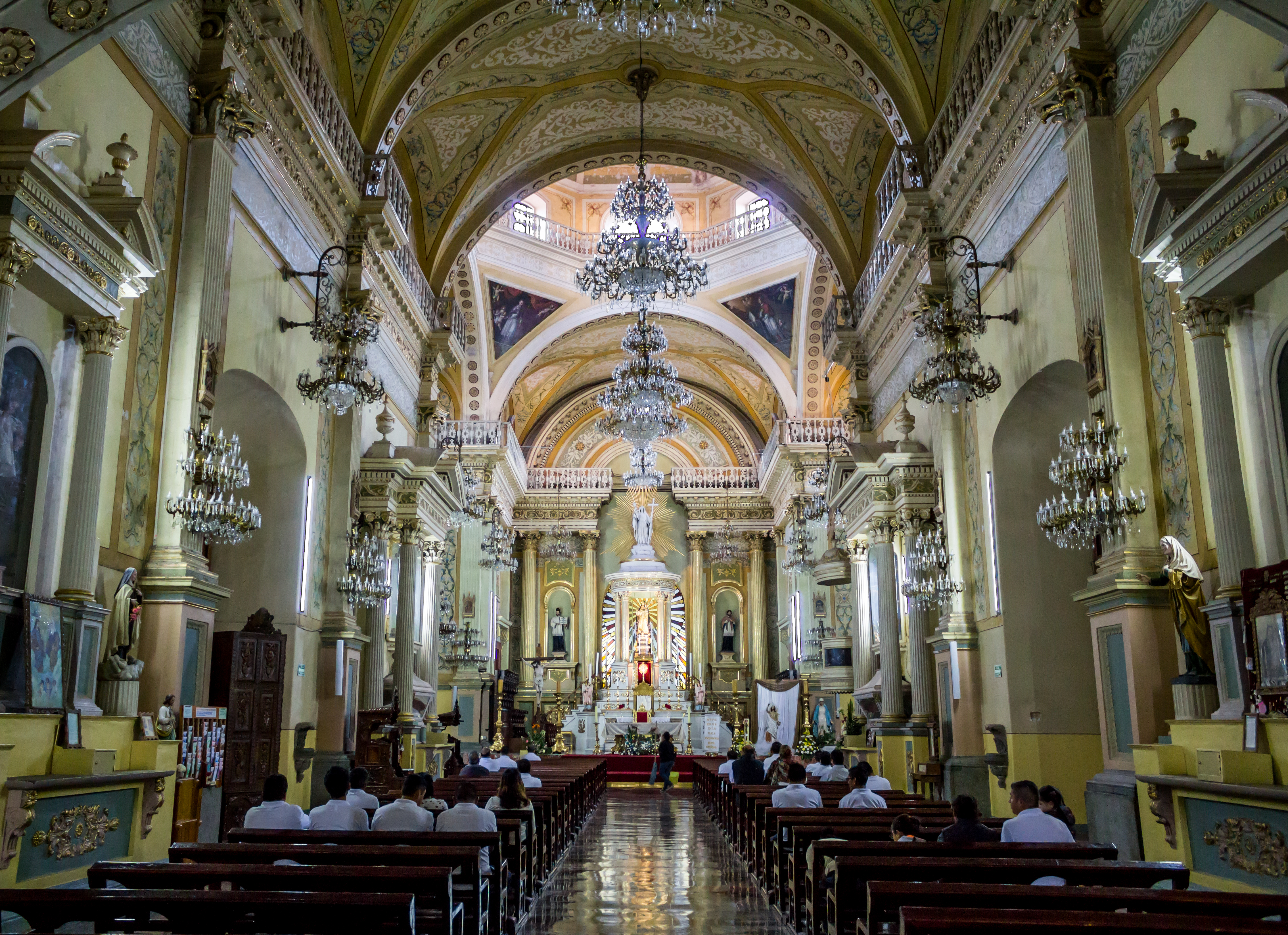